# آب‌انبار نوده
آب‌انبار نوده مربوط به دوره قاجار است و در شهرستان گناباد، بخش مرکزی، روستای نوده واقع شده و این اثر در تاریخ ۱۱ مرداد ۱۳۸۴ با شمارهٔ ثبت ۱۲۳۹۹ به‌عنوان یکی از آثار ملی ایران به ثبت رسیده است.